# Kadıdondurma, Meriç
Kadıdondurma là một xã thuộc huyện Meriç, tỉnh Edirne, Thổ Nhĩ Kỳ. Dân số thời điểm năm 2011 là 826 người.